# Ніколаєвка (Альшеєвський район)
Нікола́євка (рос. Николаевка, башк. Николаевка) — присілок у складі Альшеєвського району Башкортостану, Росія. Входить до складу Абдрашитовської сільської ради.
Населення — 2 особи (2010; 9 в 2002).
Національний склад:
- росіяни — 45 %
- башкири — 33 %